# 田崎英明
田崎 英明（たざき ひであき、1960年 - ）は、日本の哲学者。立教大学現代心理学部教授。専門は身体社会論、身体政治論。
東京都生まれ。一橋大学社会学部卒、東京大学大学院社会学研究科博士課程中退。

## 略歴
- 1984年 一橋大学社会学部卒業
- 1987年 東京大学大学院社会学研究科修士課程修了
- 1991年 東京大学大学院社会学研究科博士課程中退
- 立命館大学等で非常勤講師を務める
- 2006年 立教大学現代心理学部映像身体学科教授 就任

## 著書
- 『夢の労働労働の夢　フランス初期社会主義の経験』（青弓社、1990年）
- 『ジェンダー／セクシュアリティ』（岩波書店、2000年）
- 『無能な者たちの共同体』（未來社、2007年）
- 『間隙を思考する　グリッチ・コミュニズムの方へ』（以文社、2024年）

## 編著・共著
- エイズなんてこわくない ゲイ/エイズ・アクティヴィズムとはなにか? 河出書房新社 1993 (文芸スペシャル
- セックスなんてこわくない 快楽のための7つのレッスン 田崎英明with his students 河出書房新社 1993 (文芸スペシャル)
- 売る身体/買う身体 セックスワーク論の射程　青弓社 1997
- 歴史とは何か 出来事の声、暴力の記憶 崎山政毅、細見和之共著 河出書房新社 1998

## 翻訳
- 否定的なもののもとへの滞留 カント、ヘーゲル、イデオロギー批判 スラヴォイ・ジジェク 酒井隆史共訳 太田出版 1998 のちちくま学芸文庫
- ジャック・デリダ(シリーズ現代思想ガイドブック)ニコラス・ロイル 青土社 2006